# Великі Зозулинці
Великі Зозу́линці — село в Україні, у Засучненській сільській громаді Хмельницького району Хмельницької області. Розташоване за 25 км від міста Красилів і за 20 км від залізничної станції Чорний Острів на лінії Хмельницький — Тернопіль. Населення становить 852 особи.

## Населення
- 1970-ті — 1618 осіб.
- 2001 — 852 особи.

## Історія
Вперше село згадується в історичних документах 1545 року. Наприкінці XIX століття у селі записано близько 500 народних прислів'їв і приказок, а також чимало народних пісень, які видано 1899 року.
У 1920-му Великі Зозулинці та довколишні села стали ареною запеклих боїв між частинами Армії Української Народної Республіки та Червоної армії.
Під час одного з таких боїв, що розгорнувся безпосередньо у Великих Зозулинцях 7 липня 1920 року, до більшовицького полону потрапили козаки та старшини з 6-ї Запасової стрілецької бригади Армії УНР.
Після відмови перейти на службу до ворога червоноармійці пограбували полонених і стратили їх. Хорунжому 6-ї Запасової стрілецької бригади Кобилянському, який дістав вогнепальне поранення і поранення від удару списом, вдалось врятуватися з-під розстрілу через раптову атаку 13-ї дивізії Війська Польського, що повела наступ на Великі Зозулинці.
Обставини страти українських полонених були докладно описані Кобилянським командиру бригади полковнику Гнату Порохівському і невдовзі знайшли відображення у рапорті комбрига на ім'я командувача запасовими частинами Армії УНР.
У жовтні 2018 р. року співробітниками КП Львівської обласної ради “Доля”, на замовлення Українського інституту національної пам'яті, була досліджена поховальна яма на території села. У ямі були виявлені останки 26-ти людей зі слідами насильницької смерті. Характер розташування останків підтвердив свідчення історичних джерел та місцевих старожилів. 11 грудня 2018 року у селі українських вояків перепоховали за християнським звичаєм та з військовими почестями.
Восени 2019 року на місці поховання заплановане спорудження пам'ятника воякам полеглим воякам армії УНР. Запроєктований пам'ятник являтиме собою муровану стіну, понад два метри заввишки, у центрі якої буде розташовано рельєфне зображення Хреста Симона Петлюри з лавровими вінками обабіч нього. У підніжжі хреста заплановано розмістити гранітну плиту із присвятою воякам 6-ї Запасової стрілецької бригади. Монумент буде встановлено на невеликому п'єдесталі, до якого вестимуть бетонні сходи.

## Економіка
За радянських часів на території села перебувала центральна садиба колгоспу ім. Жданова, який обробляв 1,9 тис. га орної землі. В господарстві вирощували зернові й технічні культури, було розвинутим тваринництво, птахівництво. У Великих Зозулинцях знаходилося рибне господарство Меджибізького рибокомбінату.
Село й колгоспне господарство були електрифіковані. Машинно-тракторний парк налічував 24 трактори, 8 комбайнів, 16 вантажних автомобілів. Діяли електростанція потужністю 390 кВт., ремонтна майстерня районного відділення «Сільгосптехніки».

## Інфраструктура
Є середня школа, клуб із залом на 300 місць, бібліотека. Працюють дільнична лікарня на 35 ліжок, дитячі ясла.

## Галерея

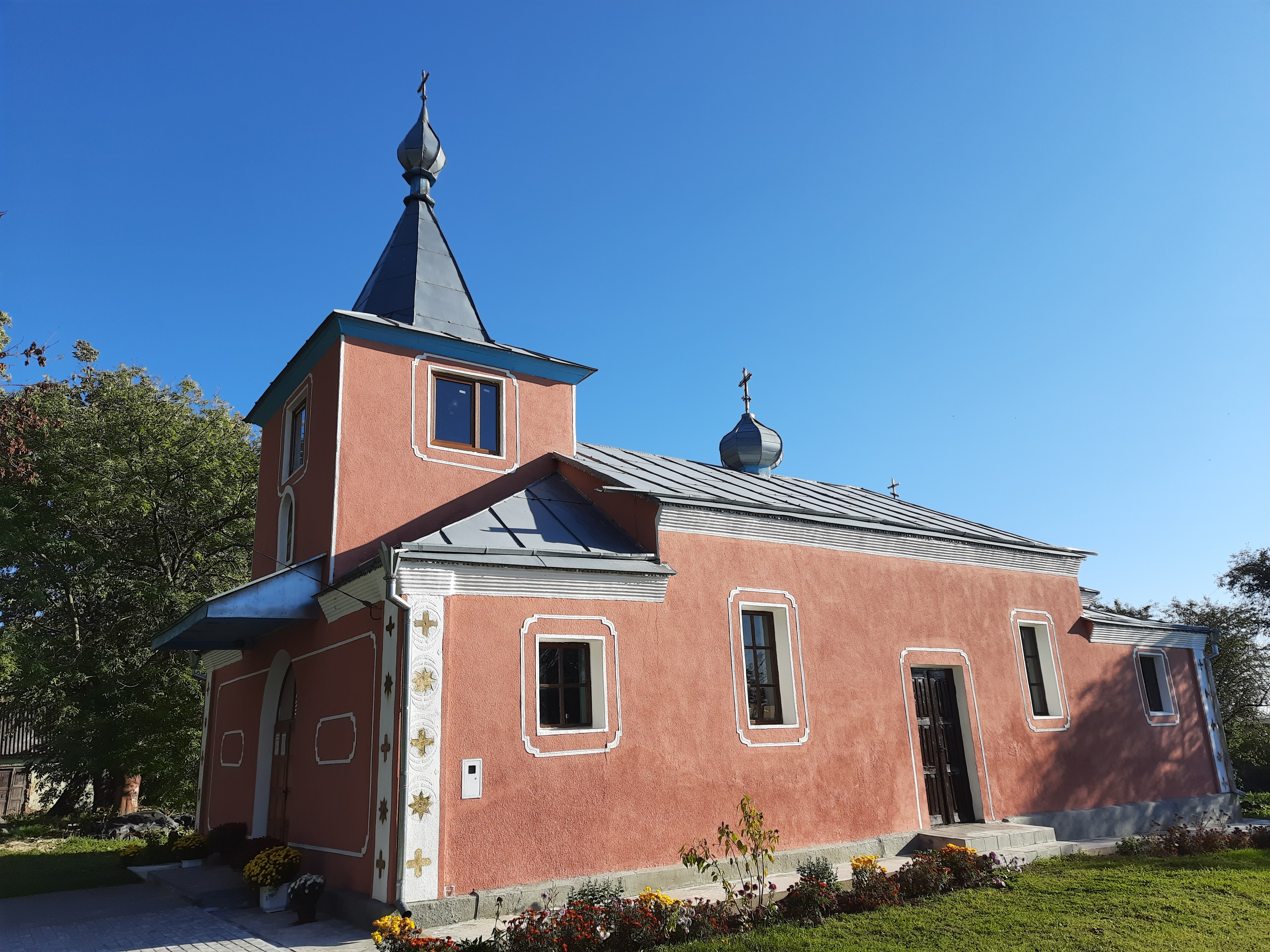
Церква Різдва Пресвятої Богородиці
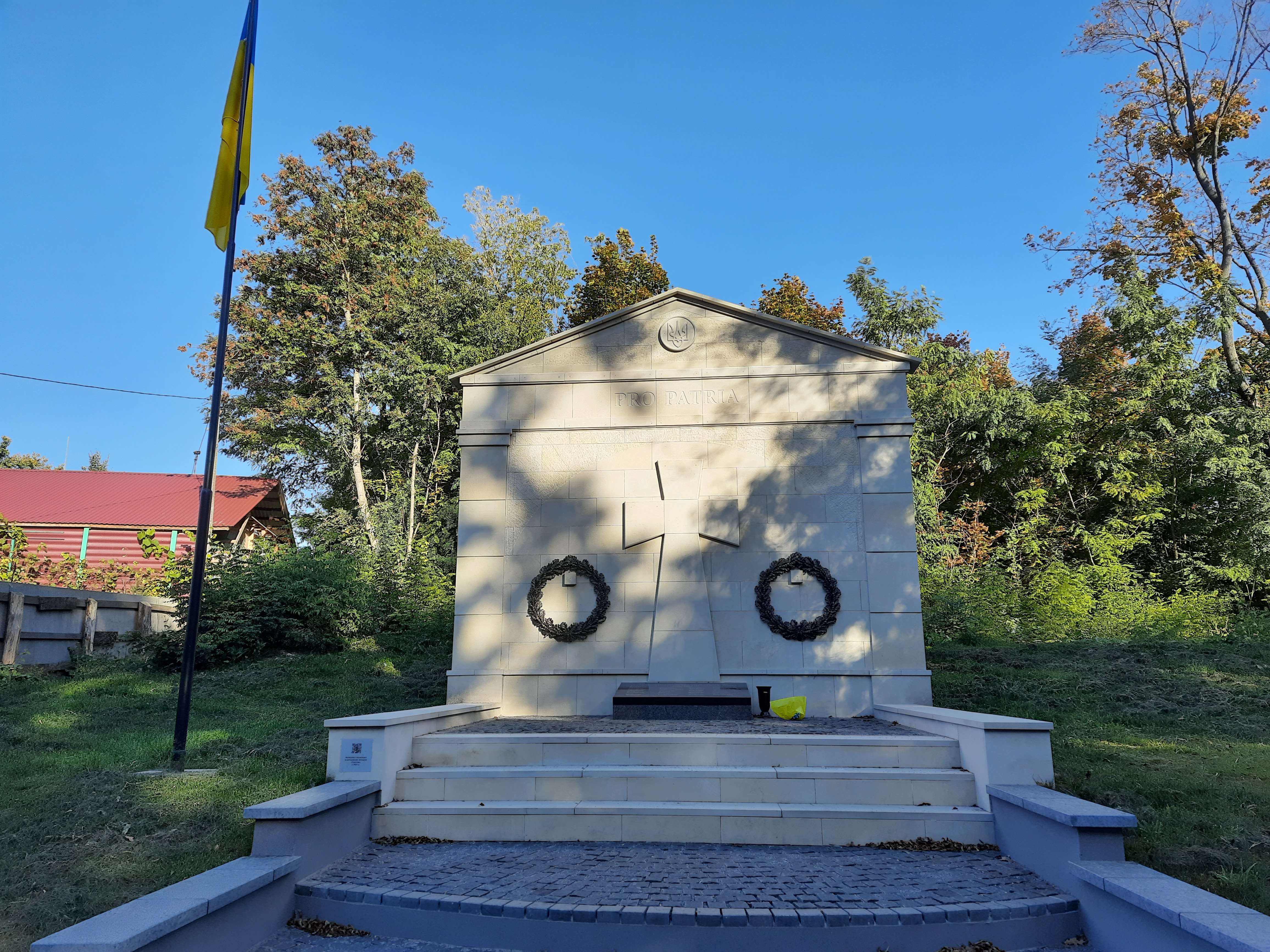
Братська могила бійців УНР
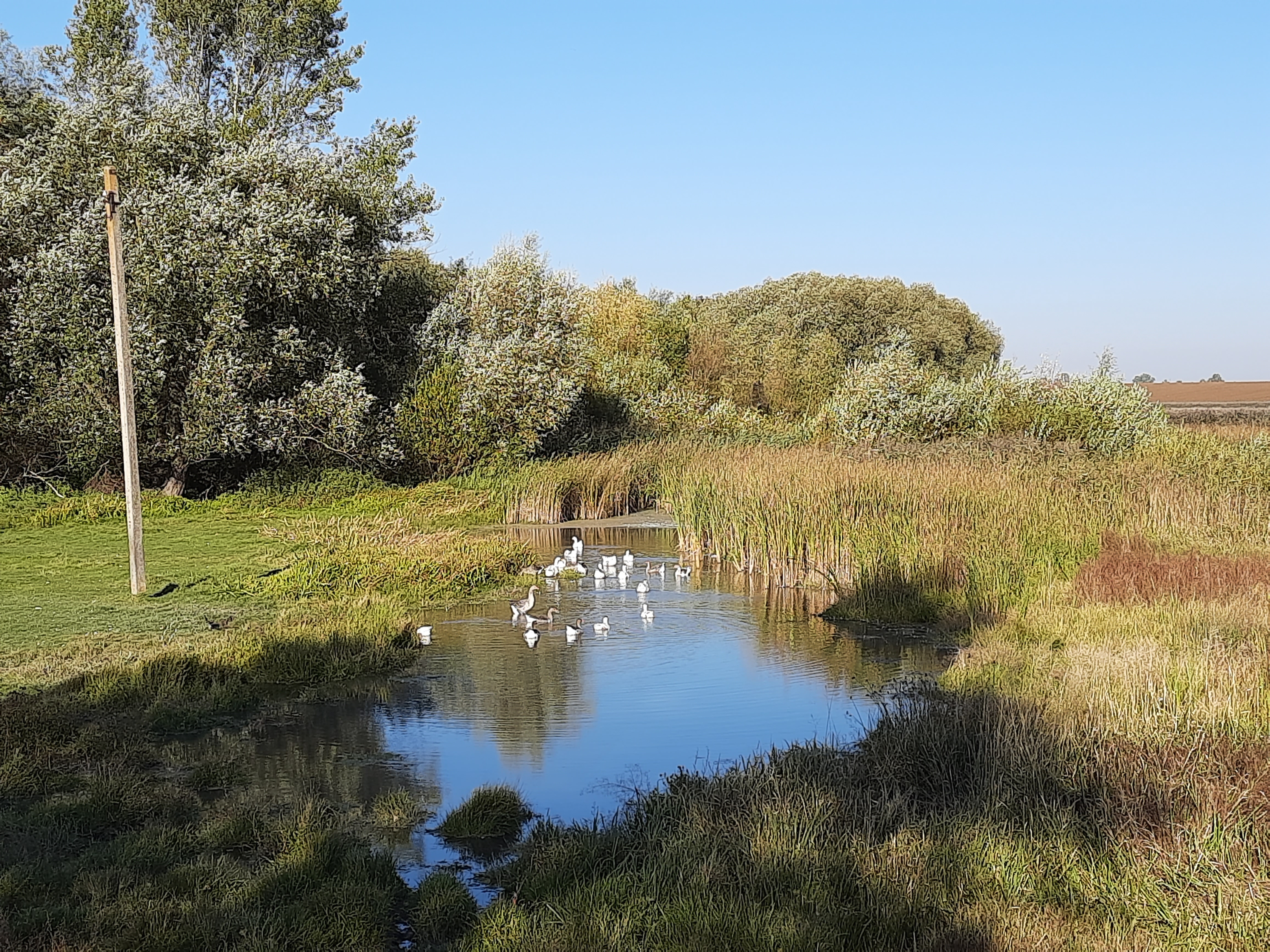
Краєвид біля села